# Мигни два пъти
„Мигни два пъти“ (на английски: Blink Twice) е американски трилър от 2024 г. на режисьорката Зоуи Кравиц (в нейния режисьорски дебют), която е съсценаристка с Ей Ти Фейгънбаум. Във филма участват Наоми Аки, Чанинг Тейтъм, Крисчън Слейтър, Саймън Рекс, Адрия Арджона, Кайл Маклоклан, Хейли Джоел Осмънт, Джина Дейвис и Алия Шоукат. Филмът излиза по кината в Съединените щати, разпространен от „Амазон Ем Джи Ем Студиос“ на 23 август 2024 г., докато „Уорнър Брос Пикчърс“ е разпространител в световен мащаб.